# سال بارتولو
سال بارتولو (بالإنجليزية: Sal Bartolo)‏ كان ملاكم محترف أمريكي صنّف ضمن فئة وزن الريشة بدأ مسيرته الاحترافية سنة 1937.

## إحصائيات
خاض خلال مسيرته 97 نزالا، فاز في 74 وتعادل في 5 وخسر في 18. فاز بالضربة القاضية في 16 نزالا.

## روابط خارجية
- سال بارتولو على موقع بوكس ريك (الإنجليزية) (registration required)